# Blessac
Blessac é uma comuna francesa na região administrativa da Nova Aquitânia, no departamento de Creuse. Estende-se por uma área de 17,75 km². Em 2010 a comuna tinha 545 habitantes (densidade: 30,7 hab./km²).